# Желивье
Жели́вье (бел. Жаліў'е) — деревня в составе Радомльского сельсовета Чаусского района Могилёвской области Республики Беларусь.
Ранее являлась административным центром Желивского сельсовета.
В деревне родился генерал-майор Фома Болдуев.

## Население
- 2010 год — 23 человека